# Dyskografia Zbigniewa Wodeckiego
Dyskografia Zbigniewa Wodeckiego, polskiego muzyka i wokalisty, obejmuje ona dziewięć albumów studyjnych (w tym dwa świąteczne i jeden wydany pośmiertnie), jeden minialbum, pięć albumów kompilacyjnych, dwie pocztówki dźwiękowe oraz 10 singli.

## Albumy studyjne
| Tak to ty (EP)                             | - Data: 1973 - Wydawca: Polskie Nagrania Muza     | –  |                           |
| Zbigniew Wodecki                           | - Data: 1976 - Wydawca: Polskie Nagrania Muza     | 46 |                           |
| Dusze kobiet                               | - Data: 1987 - Wydawca: Polskie Nagrania Muza     | 86 |                           |
| Zbigniew Wodecki ’95                       | - Data: 1995 - Wydawca: Koch International        | –  |                           |
| Obok siebie                                | - Data: 4 marca 2002 - Wydawca: Sony Music Poland | 20 |                           |
| Platynowa                                  | - Data: 12 lipca 2010 - Wydawca: Fonografika      | 29 |                           |
| 1976: A Space Odyssey (oraz Mitch & Mitch) | - Data: 15 maja 2015 - Wydawca: Lado ABC/Agora SA | 1  | - POL: 2x platynowa płyta |
| Dobrze, że jesteś                          | - Data: 23 maja 2018 - Wydawca: Agora SA          | 1  | - POL: platynowa płyta    |
| „–” album nie był notowany                 |                                                   |    |                           |

## Albumy kompilacyjne
| Największe przeboje                                           | - Data: 1992 - Wydawca: Intersonus                          | – |                           |
| Złota kolekcja: Zacznij od Bacha                              | - Data: 1999 - Wydawca: Pomaton EMI                         | 2 | - POL: 2× platynowa płyta |
| The Best – Zacznij od Bacha                                   | - Data: 2004 - Wydawca: Agencja Artystyczna MTJ             | 2 | - POL: 3× platynowa płyta |
| Kompozycje                                                    | - Data: 19 grudnia 2013 - Wydawca: Polskie Nagrania Muza    | – |                           |
| Bursztynowa kolekcja Empik: The Very Best of Zbigniew Wodecki | - Data: 24 sierpnia 2015 - Wydawca: Agencja Artystyczna MTJ |   | - POL: złota płyta        |
| „–” album nie był notowany                                    |                                                             |   |                           |

## Kasety magnetofonowe
| Tytuł                                          | Dane dot. albumu                           |
| ---------------------------------------------- | ------------------------------------------ |
| Zbigniew Wodecki śpiewa piosenki Jonasza Kofty | - Data: 1990 - Wydawca: ZPR MANTA Warszawa |
| Tylko Ty                                       | - Data: 1997 - Wydawca: Top Music          |

## Albumy świąteczne
| Gwiazdo świeć, kolędo leć (oraz Olga Bończyk, Alicja Majewska i Włodzimierz Korcz) | - Data: 2014 - Wydawca: Art Music                            | –  |
| ...kolędują (oraz Olga Bończyk, Alicja Majewska i Włodzimierz Korcz)               | - Data: 30 listopada 2018 - Wydawca: Agencja Artystyczna MTJ | 33 |
| „–” album nie był notowany                                                         |                                                              |    |

## Pocztówki dźwiękowe
| Tytuł               | Dane dot. albumu                                   |
| ------------------- | -------------------------------------------------- |
| Do szczęścia blisko | - Data: 1972 - Wydawca: Zakład Fonograficzny Ruch  |
| Tak chciałbym mieć  | - Data: 1975 - Wydawca: Krajowa Agencja Wydawnicza |

## Kompilacje różnych wykonawców
| Tytuł                      | Dane dot. albumu                                       | Pozycja na liście |
| Tytuł                      | Dane dot. albumu                                       | POL               |
| -------------------------- | ------------------------------------------------------ | ----------------- |
| Wodecki Jazz ’70 – dialogi | - Data: 4 czerwca 2021 - Wydawca: Twist on Productions | 21                |

## Single
| „Byłaś dla mnie dobra”                                | 1980 | –  | – | –  | –  | –                     |
| „Chałupy Welcome to”                                  | 1985 | –  | 1 | –  | –  | –                     |
| „Z Tobą chcę oglądać świat” (oraz Zdzisława Sośnicka) | 1984 | –  | 1 | –  | –  | –                     |
| „Po co ten żal”                                       | 1986 | –  | 3 | –  | –  | –                     |
| „Ufam ci”                                             | 2002 | –  | – | 16 | –  | Obok siebie           |
| „Rzuć to wszystko co złe” (oraz Mitch & Mitch)        | 2015 | 1  | – | –  | 30 | 1976: A Space Odyssey |
| „Opowiadaj mi tak” (oraz Mitch & Mitch)               | 2015 | 3  | – | –  | –  | 1976: A Space Odyssey |
| „Posłuchaj mnie spokojnie” (oraz Mitch & Mitch)       | 2015 | 11 | – | –  | –  | 1976: A Space Odyssey |
| „Panny mego dziadka” (oraz Mitch & Mitch)             | 2016 | 25 | – | –  | –  | 1976: A Space Odyssey |
| „Chwytaj dzień” (oraz Kayah)                          | 2018 | 5  | – | –  | –  | Dobrze, że jesteś     |
| „–” singiel nie był notowany                          |      |    |   |    |    |                       |

## Występy gościnne
| Tytuł                                                                     | Rok  | Uwagi                                                                                                | Źródło |
| ------------------------------------------------------------------------- | ---- | --- | ------ |
| Ewa Bem with Swing Session – Be a Man                                     | 1981 | gościnnie śpiew w utworze „Czy Powie Mi Pan Dzień Dobry”                                             | [ 35 ] |
| Karel Svoboda – Pszczółka Maja                                            | 1981 | śpiew w utworach „Pszczółka Maja” i „Piosenka Konika Polnego”                                        | [ 36 ] |
| Alex Band – Alex Band i przyjaciele                                       | 1985 | muzyka i śpiew w utworze „Pozdrów swoje wspomnienia”                                                 | [ 37 ] |
| Krystyna Prońko – Firma „Ja I Ty”                                         | 1990 | muzyka i śpiew w utworze „Wspomnienia tych dni”                                                      | [ 38 ] |
| Zdzisława Sośnicka – The Best Of                                          | 1997 | muzyka i śpiew w utworze „Z tobą chcę oglądać świat”                                                 | [ 39 ] |
| Irena Santor – Złota kolekcja: Embarras                                   | 1999 | gościnnie śpiew w utworze „Embarras”                                                                 | [ 40 ] |
| Andrzej Rybiński – Mam czas na relaks                                     | 2000 | gościnnie śpiew w utworze „Czas relaksu”                                                             | [ 41 ] |
| Beata Rybotycka – Śpiewa Pieśni Jana Kantego Pawluśkiewicza               | 2002 | gościnnie śpiew w utworach „Psalm poranny”, „Abyś czuł”, „Stwardnieje ci łza” i „Widzialność marzeń” | [ 42 ] |
| Patroni Europy i Polski. Artyści Janowi Pawłowi II w hołdzie (kompilacja) | 2009 | śpiew w utworze „Hymn Do Św. Benedykta”                                                              | [ 43 ] |
| Michał Jurkiewicz – Śrubki                                                | 2010 | gościnnie śpiew w utworze „Nasza podróż”                                                             | [ 44 ] |
| Święty. Artyści Janowi Pawłowi II w hołdzie (kompilacja)                  | 2011 | śpiew w utworach „To nie jest śmierć” i „Jestem ponad”                                               | [ 45 ] |
| Exlibris – Aftereal                                                       | 2014 | gościnnie skrzypce w utworze „The Day of Burning”                                                    | [ 46 ] |
| Albo Inaczej (kompilacja)                                                 | 2015 | śpiew w utworze „Jest jedna rzecz”                                                                   | [ 47 ] |